# Benjamin Boukpeti
Benjamin Kudjow Thomas Boukpeti (Lagny-sur-Marne, Francia, 4 de agosto de 1981) es un deportista togolés que compitió en piragüismo en la modalidad de eslalon.
Participó en tres Juegos Olímpicos de Verano, entre los años 2004 y 2012, obteniendo una medalla de bronce en Pekín 2008, en la prueba de K1 individual, el 18.º lugar en Atenas 2004 y el décimo en Londres 2012.
Fue el abanderado de Togo en los Juegos Olímpicos de Pekín 2008 y Londres 2012.

## Palmarés internacional
| Juegos Olímpicos | Juegos Olímpicos | Juegos Olímpicos  | Juegos Olímpicos |
| Año              | Lugar            | Medalla           | Competición      |
| ---------------- | ---------------- | ----------------- | ---------------- |
| 2008             | Pekín (China)    | Medalla de bronce | K1 individual    |